# Mérleg alatti tételek
A mérleg alatti tételek olyan kötelezettségek illetve követelések, amelyek a hagyományos számviteli módszerekkel nem írhatók le, a mérlegben nem tüntethetők fel, azonban jelentős hatással lehetnek a cég vagyonának értékére. Fő sajátosságuk, hogy bár nem mérlegtételek, a jövőben esetlegesen azzá válhatnak, ezért nyilván kell tartani őket.
Két fő csoportját lehet megkülönböztetni:
- Függő kötelezettségek
- Határidős ügyletek